# Olle Strandberg (konstnär och sjöbefäl)
Olof "Olle" Jörgen Sten Strandberg, född 16 oktober 1938 i Stockholm, död 21 oktober 2000 i Stockholm, var en svensk sjökapten, målare, tecknare och grafiker.
Han var son till litteraturhistorikern och författaren Olle Strandberg. Olle Strandberg var utbildad på reklamlinjen på  Konstfackskolan i Stockholm där han lärde känna Kaj Engdahl och Bengt Grandin. Tillsammans köpte de 1963 den tremastade skutan Meta som de inredde till ateljé och utställningslokal. Med fartyget turnerade man längs den svenska kusten och Göta kanal där man arrangerade konstutställningar längs vägen. De hyrde även ut fartyget för reklamändamål och filminspelningar, exempelvis tv-inspelningen av Pippi Långstrump går ombord (1969), filmerna Utvandrarna, Skattkammarön (med Orson Welles). I filmerna agerade Strandberg statist och hade ibland mindre roller. Separat ställde han bland annat ut ett par gånger på Galleri Pictura i Stockholm och han medverkade i Liljevalchs Stockholmssalonger. Hans tidiga konst består av burleska motiv med bisarra monster och där hans målning Naken bankdirektör framför syrenbuske uppmärksammades och väckte debatt. På 1960-talet hade han flera framgångsrika utställningar på gallerier i Stockholm. Efter ett karriärbyte gick han till sjöss, sedermera som utbildat sjöbefäl. Han var en välkänd profil i kretsarna kring träbåtar och kajlivet i Stockholm och på Åland. Han var en av dem som under 1990-talet tog initiativ till bygget av en brigg i Stockholm, det fartyg som nu heter briggen Tre Kronor af Stockholm och har kronprinsessan Victoria som gudmor.
I oktober 2000 omkom han genom drunkning i en årlig regatta på Åland.